# Charles Abiathar White

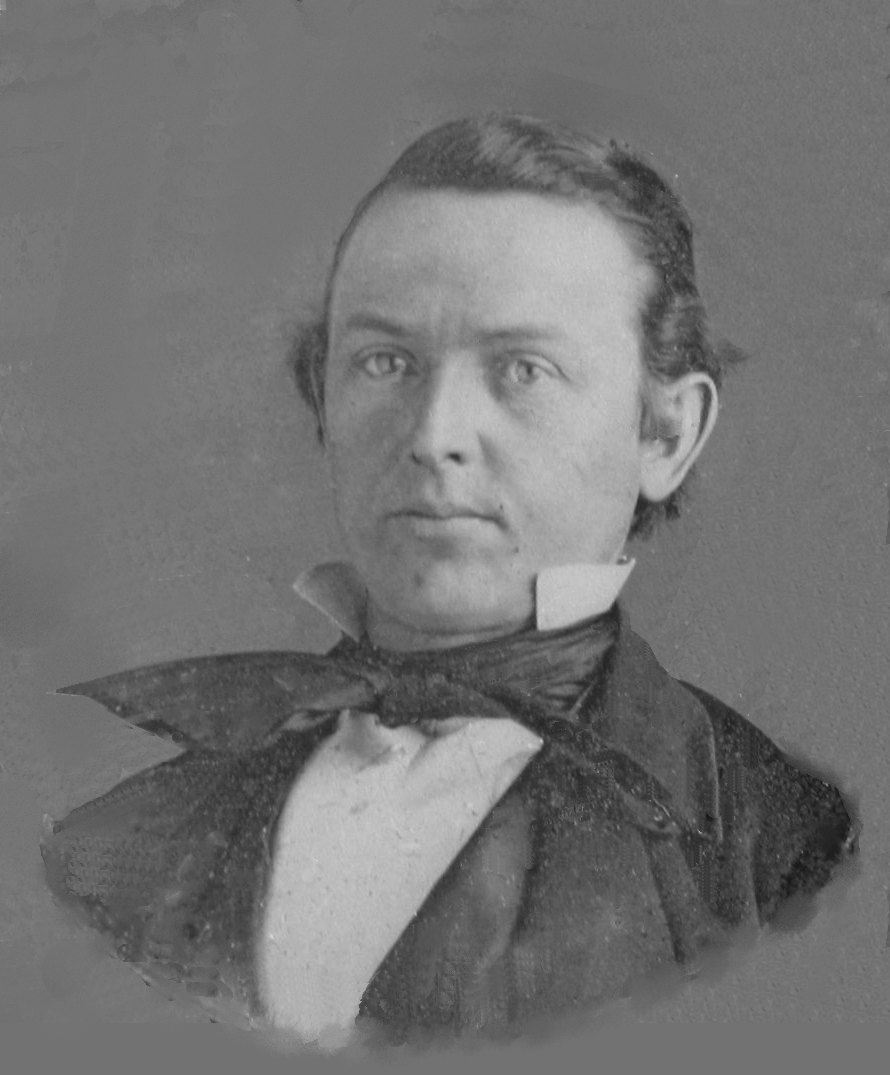
Charles White

Charles Abiathar White (* 26. Januar 1826 in North Dighton, Massachusetts; † 29. Juni 1910 in Washington, D.C.) war ein US-amerikanischer Arzt, Geologe und Paläontologe.

## Leben
1838 zog die Familie nach Iowa, wo er auf dem Land aufwuchs. 1847 besuchte er die Ostküste und heiratete 1848 Charlotte Pilkington, mit der er nach Burlington in Iowa zog. Er studierte Medizin, wozu er bei einem niedergelassenen Arzt in die Lehre ging und anschließend an der Michigan University und dem Rush Medical College in Chicago studierte und den M.D. Abschluss erwarb. Sein Hauptinteresse galt aber Geologie und Paläontologie und er fand die Aufmerksamkeit des Staatsgeologen von New York James Hall, dessen Assistent er 1862/63 war, bevor er sich 1864 als Arzt in Iowa City niederließ. 1866 bis 1870 war er Staatsgeologe von Iowa während des Bestehens des ersten Geological Survey von Iowa und 1867 bis 1873 war er Professor für Naturgeschichte an der State University of Iowa und 1873 bis 1875 am Bowdoin College. 1874 bearbeitete er den Abschnitt Paläontologie der staatlichen geologischen Aufnahme westlich des 100. Meridians (Leitung Leutnant G. M. Wheeler). 1875 bis 1892 war er beim United States Geological Survey und dessen Vorläufer, wobei er zuerst in den Rocky Mountains unter John Wesley Powell arbeitete und dann unter Ferdinand Vandeveer Hayden in den Territories bis zu dessen Auflösung 1879. Als nach dem Tod von Fielding Bradford Meek, mit dem er befreundet war, eine Lücke in der Paläontologie am National Museum of Natural History in Washington, D.C. entstand, übernahm er die Fortsetzung von dessen Arbeit und war dort Kurator, bevor er 1882 wieder beim nunmehr neu gegründeten US Geological Survey arbeitete. Ab 1892 war er wieder am National Museum of National History. Er lebte ab 1876 in Washington, D.C. Er reiste viel ins Ausland und hatte gute internationale Kontakte zu Paläontologen.
1887 erstellte er für das brasilianische Nationalmuseum einen Bericht über mesozoische Fossilien in Brasilien. 1882 war er Leiter einer Kommission über Artesische Brunnen in den Great Plains.
Er war Fellow der American Association for the Advancement of Science (1869), 1872 deren Generalsekretär und 1888 deren Vizepräsident, und 1883/84 Präsident der Biological Society of Washington. Außerdem war er Gründungsmitglied der Geological Society of America und Mitglied der National Academy of Sciences (1889) und der Leopoldina (26. Januar 1894). 1866 erhielt er einen M.A. ehrenhalber des Iowa College und 1893 wurde er Ehrendoktor der Iowa State University. 1889 wurde er auswärtiges Mitglied der Geological Society of London und er war korrespondierendes Mitglied der Geologischen Reichsanstalt in Wien.